# Dacia Sandero
Dacia Sandero är en femdörrars halvkombi från Renaultägda biltillverkaren Dacia. Sandero är baserad på Logan och tillverkas i Rumänien och Brasilien.
Modellen lanserades 2007 och säljs som Renault Sandero i Ryssland, Sydamerika och Sydafrika.
År 2012 kom en ny version av bilen, Sandero 2. Det var i huvudsak en ansiktslyftning, men man introducerade även Renaults Clio-motor TCe90, som drar (tillverkarens uppgift) ca 0,49 bensin blandat. Antisladd och sidokrockkuddar är numera standard. EuroNCAPs krockvärde har höjts till 4.
Teknikens värld provkörde den nya versionen av bilen och skrev: "Sandero har blivit en hygglig bil, inte bara sett till det oslagbara priset. Med den nya bensinsnåla motorn på 90 hästkrafter och en del andra uppgraderingar."
Sandero finns i en specialversion, Sandero Stepway, utvecklad i Brasilien där den började säljas som Renault Sandero Stepway 2008. Året därpå lanserades den, med vissa modifieringar, även i Europa. Denna mini-SUV har bland annat 20 mm högre markfrigång och ett antal utseendemässiga skillnader jämfört med den ordinarie Sanderomodellen.
Andra generationens Sandero presenterades 2012. Vid 2013 års Euro NCAP-rating erhöll Sandero 4 stjärnor.

## Bilder

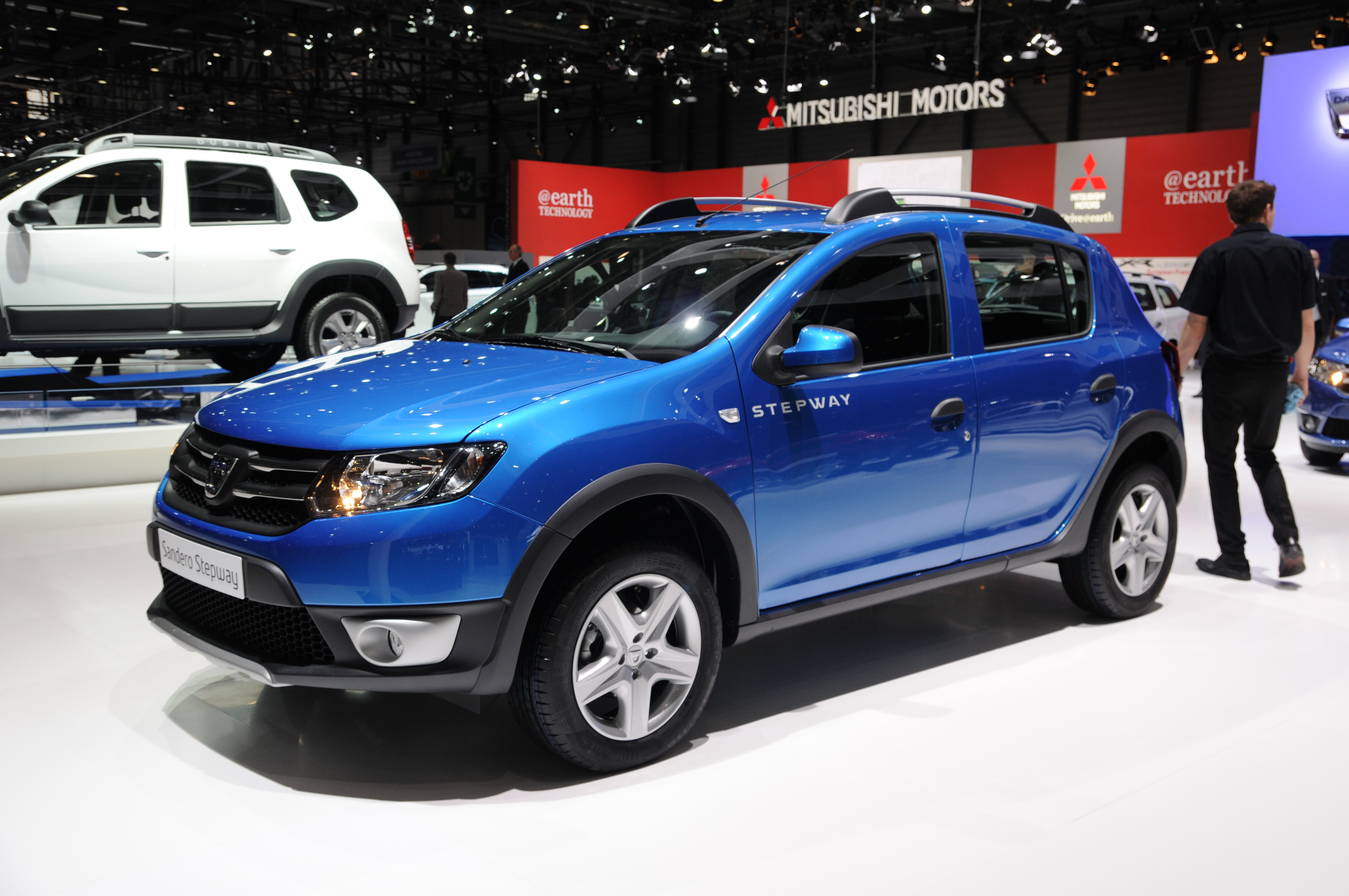
Dacia Sandero Stepway
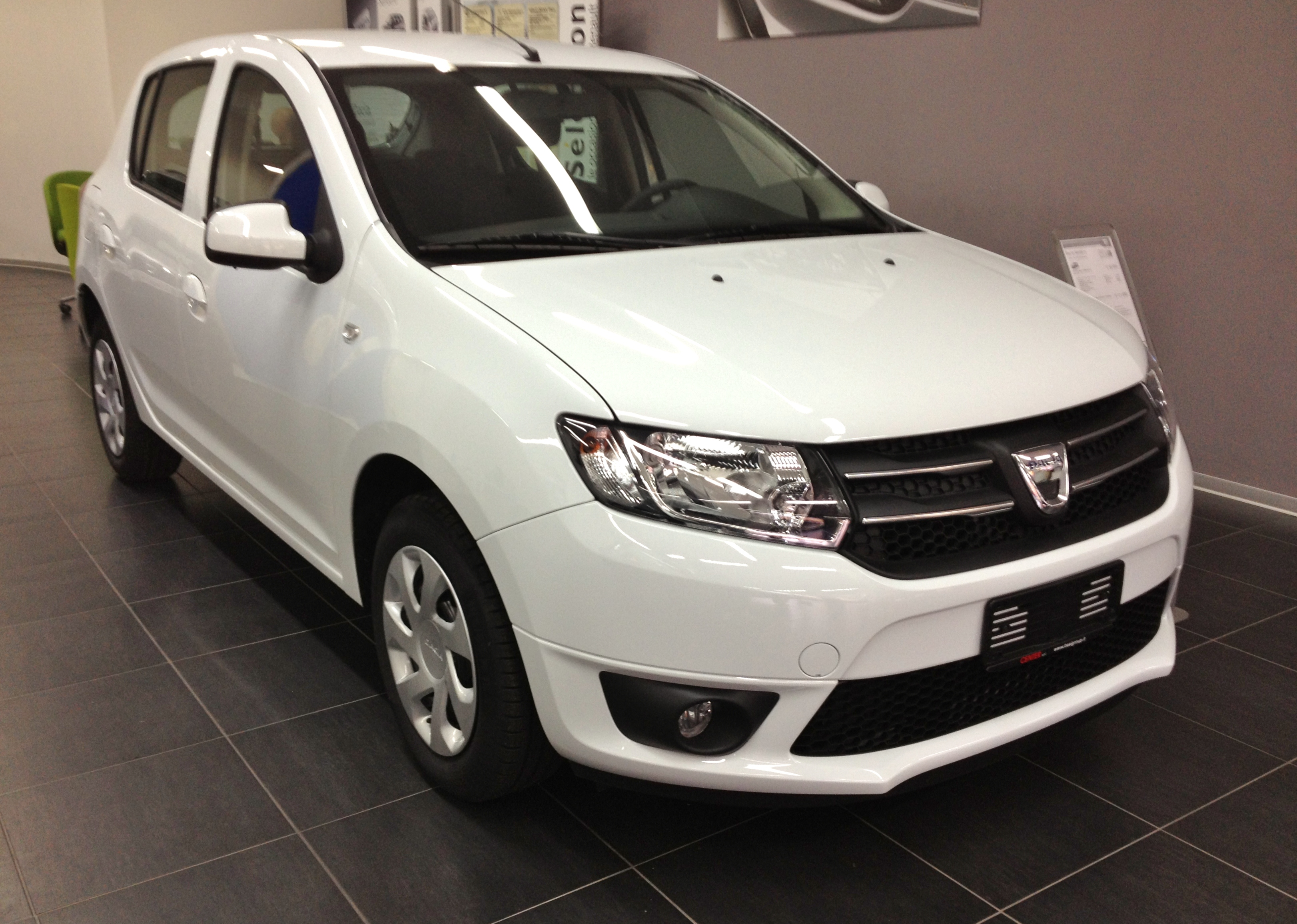
Generation 2
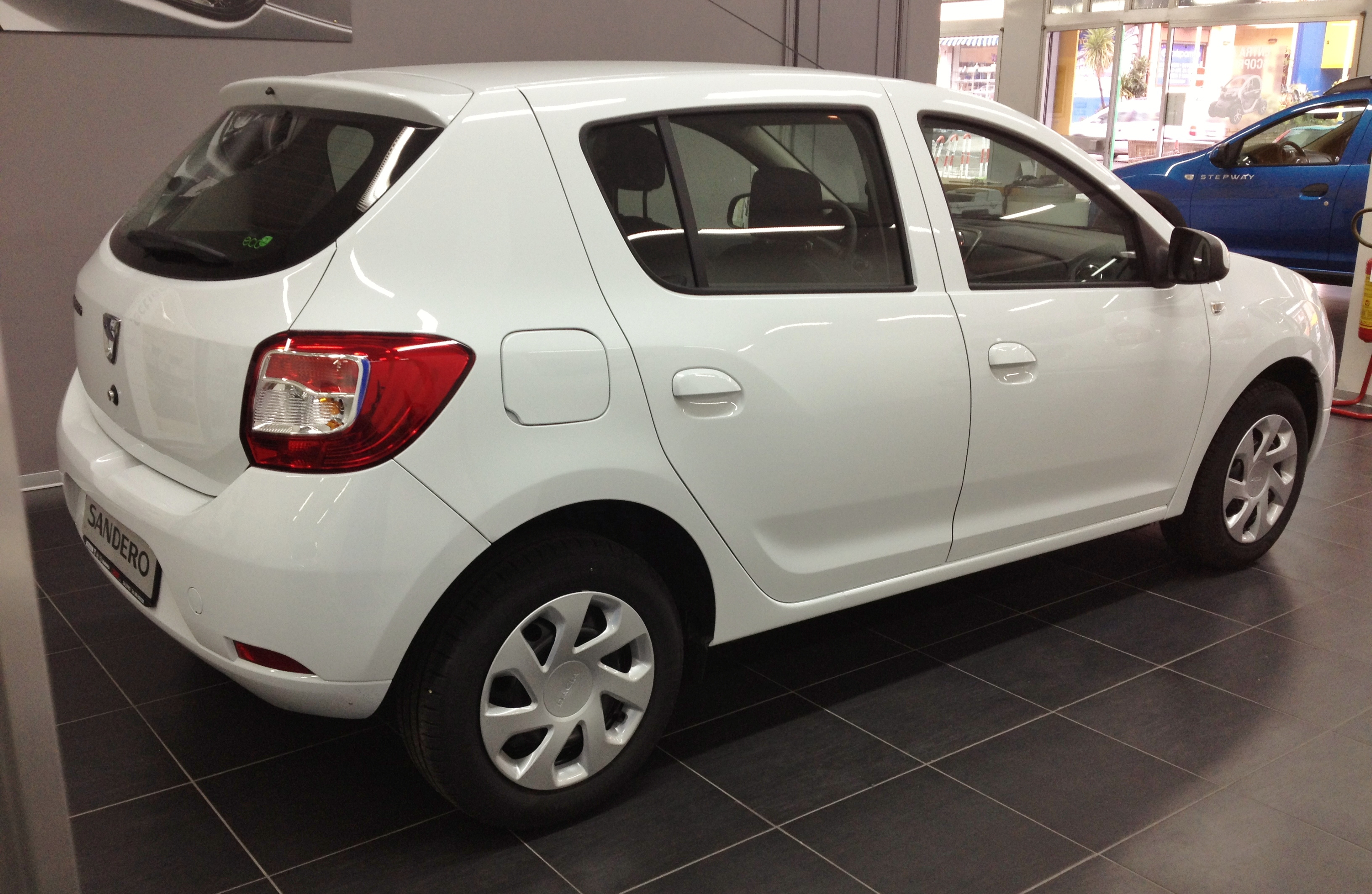
Generation 2
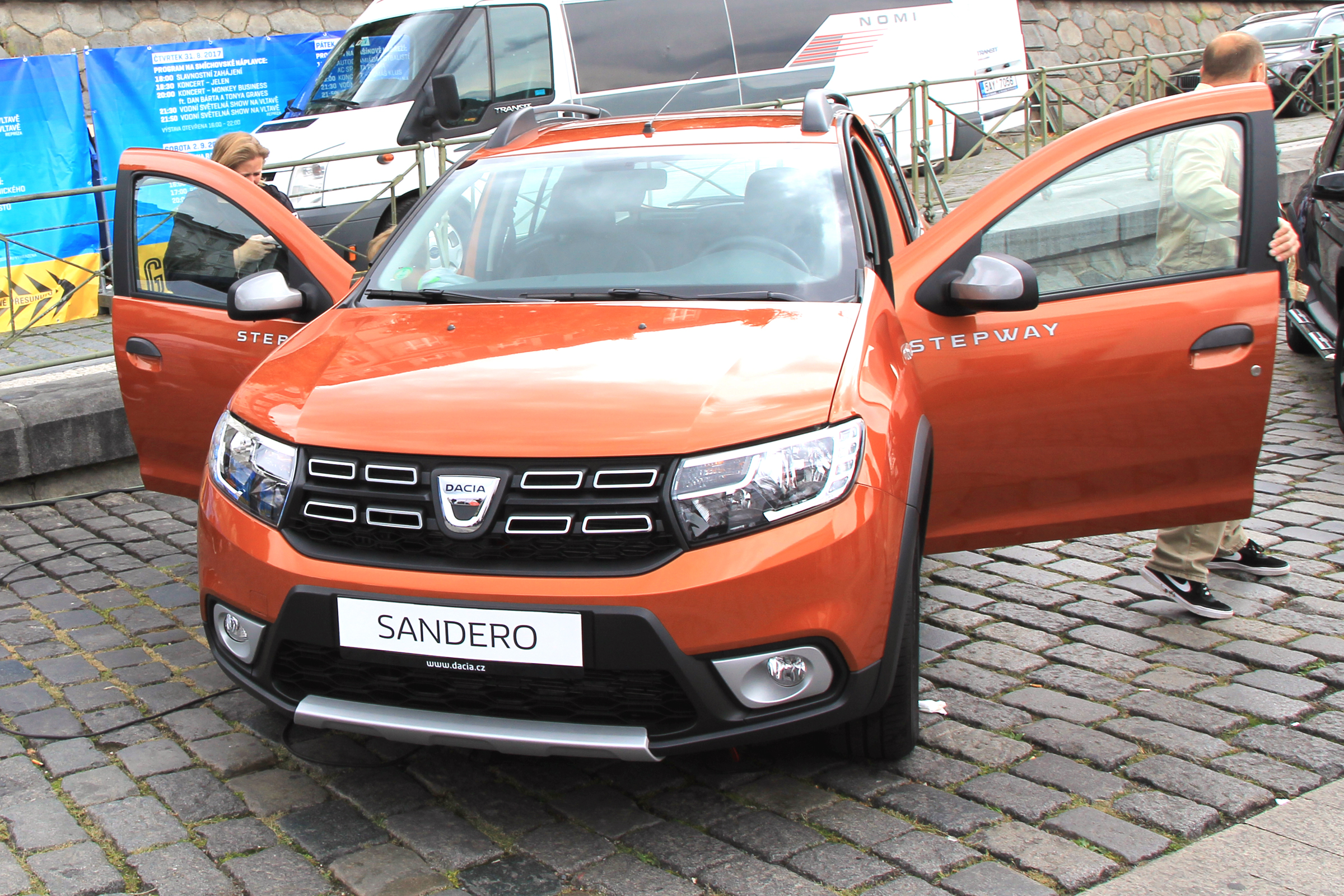
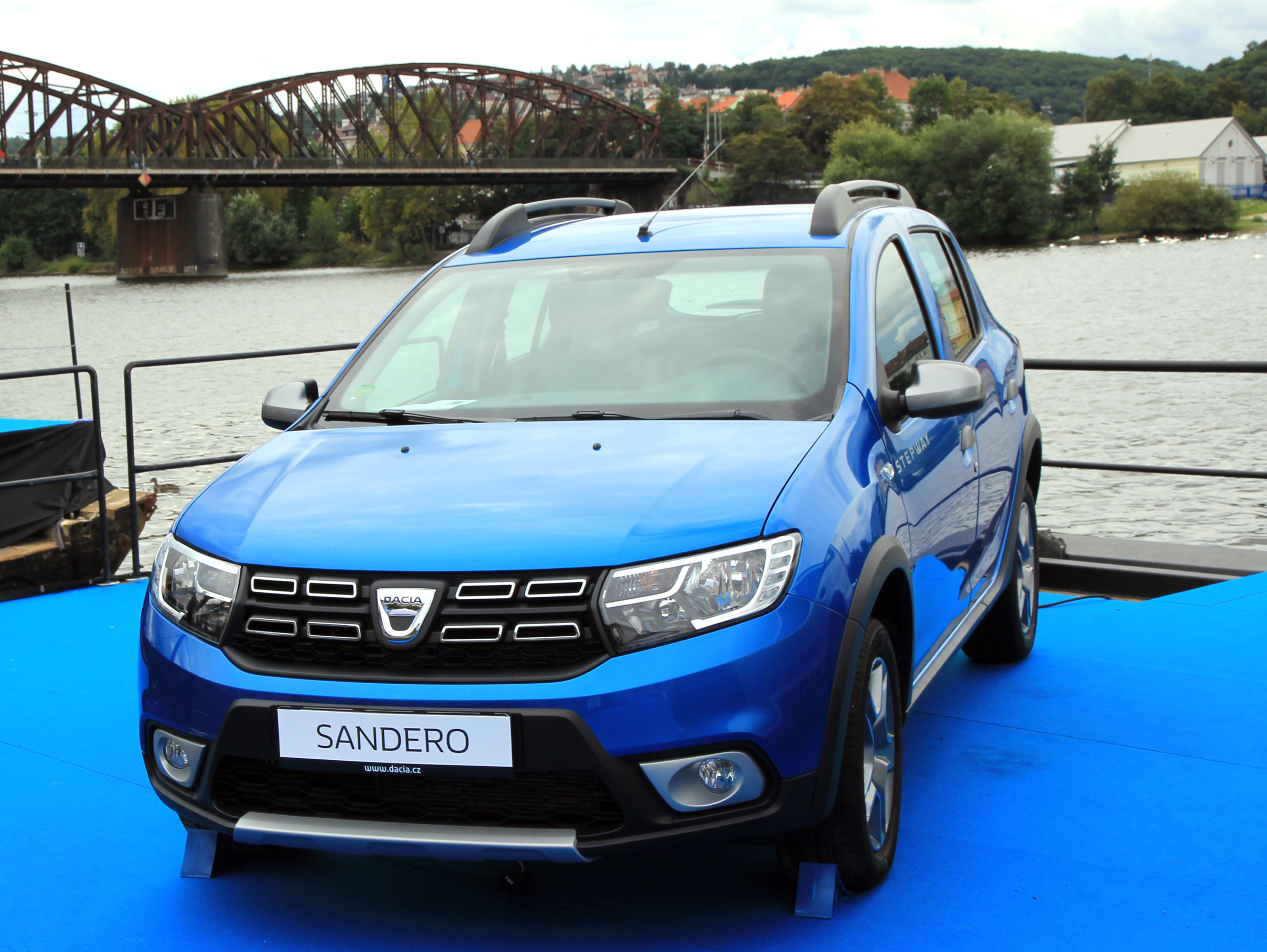